# Maximilian Mundt
Maximilian Mundt (Amburgo, 27 aprile 1996) è un attore tedesco.

## Filmografia

### Cinema
- Panzer (documentario)
- Buba, regia di Arne Feldhusen (2022)
- Gran Turismo - La storia di un sogno impossibile (Gran Turismo), regia di Neill Blomkamp (2023)

### Televisione
- Hamburg Distretto 21 (Folge, 7x19, 2013)
- 14º Distretto (Oma Helmut, 29x, 2016)
- Come vendere droga online (in fretta) (Moritz Zimmermann, 2019-2025)